# Auguste Gathy
François Servais Auguste Gathy (Luik, 14 mei 1799 – Parijs, 8 april 1858) was een musicoloog en muziekcriticus van Belgische komaf.
Hij was de zoon van Servais Gathy en Marie Charlotte Hubertine Lenoble. Al op jeugdige leeftijd vertrok hij in armlastige toestand met zijn moeder naar Hamburg. Hij vervulde er allerlei functies bij een handelshuis, een antiquair en boekhouder. Vervolgens ging hij werken bij de uitgever Julius Campe, en wel als corrector en vertaler. Van 1828 tot 1830 studeerde hij bij Friedrich Schneider in Dessau. Daarna was het terug naar Hamburg om er Musikalisches Conversationsblatt, Musikfreunden und Künstlern geweiht uit te geven. Zijn bekendste werk Musikalisches Conversationslexikon uit 1835 gold lange tijd als hét lexicon over de muziekwereld. In 1841 vertrok hij naar Parijs alwaar hij  Voyage musical en Allemagne van Hector Berlioz naar het Duits vertaalde. Ook bemoeide hij zich (als A.G. de L.) vandaar uit met de Sleeswijk-Holsteinse kwestie. Voorts schreef hij het voorwoord bij Histoire diplomatique de la crise orientale uitgegeven in Brussel (1858). Hij zou ook Fuite en Égypte van Berlioz vertalen, maar de componist koos op het laatste moment voor een ander. Gathy was bevriend met Franz Liszt.
De compositie Les Polonais kwam niet verder dan manuscriptvorm.